# Amaya Valdemoro
Amaya Valdemoro (18 de agosto de 1976) é uma ex-basquetebolista profissional espanhola.

## Carreira
Amaya Valdemoro integrou Seleção Espanhola de Basquetebol Feminino em Pequim 2008, terminando na quinta posição.